# Смиртюков, Михаил Сергеевич
Михаи́л Серге́евич Смиртюко́в (31 августа [13 сентября] 1909, с. Говоренки, Калужская губерния — 26 декабря 2004, Москва) — советский государственный деятель. Герой Социалистического Труда (1979).
Член партии с 1940 года, член ЦК (1981—1990, кандидат с 1976 года), член ЦРК (1971—1976). Депутат Верховного Совета СССР (1966—1989). Полковник.

## Биография
Родился в крестьянской семье.

Могила Смиртюкова на Новодевичьем кладбище Москвы

После смерти Ленина по ленинскому призыву в комсомол стал комсомольцем.
В 1924—1927 годах — секретарь сельсовета, секретарь поселкового кооператива, заведующий клубом. Весной 1927 года окончил школу.
Окончил факультет советского права МГУ, где учился в 1927—1931 годах.
С октября 1930 года работал в аппарате Совета народных комиссаров СССР: старший референт, консультант, начальник сектора, помощник секретаря Экономсовета.
С 1941 года — заместитель заведующего секретариатом Совета народных комиссаров СССР и одновременно помощник уполномоченного ГКО по снабжению Красной армии А. И. Микояна.
С марта 1946 года — заместитель заведующего секретариатом Совета министров СССР.
С 1953 года — заместитель управляющего делами Совета министров СССР.
С декабря 1964 года — управляющий делами Совета министров СССР.
Ему единственному, помимо членов Политбюро, направлялись самые секретные решения этого высшего руководящего органа страны, а секретарям и заведующим отделами ЦК КПСС предлагалось согласовывать с ним самые важные планы и постановления.
«В сентябре 1979 года исполнялось 70 лет управляющему делами Совета министров Михаилу Смиртюкову. По заведённому порядку, ему полагалось дать Героя Соцтруда. Но Брежнев не без основания считал Смиртюкова одним из основных действующих лиц в противостоянии правительства и ЦК и стал „заматывать“ вопрос. Косыгин вынес вопрос на Политбюро… предложение поддержали Тихонов и Щербицкий».
С июля 1989 года — персональный пенсионер союзного значения, в 1989—1990 годах — советник управляющего делами Совета министров СССР М. С. Шкабардни.
Похоронен на Новодевичьем кладбище (3-й участок, 1-й ряд).

## Семья
Жена — Смиртюкова Вера Фёдоровна (1908—1980), доктор медицинских наук.
Дети: сын, дочь.

## Награды и память
- Герой Социалистического Труда (12.09.1979)
- четыре ордена Ленина (07.03.1943; 12.09.1969; 12.09.1979; 12.09.1984)[11]
- орден Октябрьской Революции (08.12.1971)
- орден Красного Знамени (03.08.1944)
- два ордена Отечественной войны 1-й степени (06.11.1945; 11.03.1985)
- два ордена Трудового Красного Знамени (23.04.1942; 12.09.1959)
- медали

Мемориальная доска на доме М. С. Смиртюкова

- Мемориальная доска в переулке Хользунова на доме, где он жил.

## Сочинения
- Советский государственный аппарат управления: Вопросы организации и деятельности центральных органов. — 2-е изд., перераб. и доп. — М.: Политиздат, 1984. — 287 с.